# Paralidia denticulata
Paralidia denticulata är en insektsart som beskrevs av Nielson 1986. Paralidia denticulata ingår i släktet Paralidia och familjen dvärgstritar. Inga underarter finns listade i Catalogue of Life.